# Frans Masereel Centrum
Het Frans Masereel Centrum, officieel het "Vlaams centrum voor grafische kunsten Frans Masereel" is een ontmoetingsplaats van grafische kunstenaars, genoemd naar de Vlaamse illustrator Frans Masereel. Het wordt gesubsidieerd door het Departement Cultuur, Jeugd, Sport en Media van de Vlaamse overheid.
Door organisatie van workshops, demonstraties en tentoonstellingen wil men de evolutie van de grafische kunst dichter bij het publiek brengen. Ook de (internationale) uitwisseling tussen grafische kunstenaars is een doelstelling, zoals de uitwisselingsprogramma's met de Jan van Eyck Academie uit Maastricht.
Het centrum ligt aan de rand van Kasterlee in een bosrijke Kempense omgeving. Kunstenaars kunnen er ook verblijven en gebruikmaken van de apparatuur (zeefdruk, steendruk,....). Qua architectuur is het centrum ook uniek. 